# Fußball-Weltmeisterschaft 1974/Polen
Die polnische Fußballnationalmannschaft belegte bei der Weltmeisterschaft 1974 in Deutschland den dritten Platz.

## Qualifikation
Polen qualifizierte sich in einer Dreier-Gruppe für die WM 1974. Gegner waren England und Wales.
| Wales   | - | Polen   | 2:0 (0:0) | James 46', Hockey 85'               |
| Polen   | - | England | 2:0 (1:0) | Gadocha 7', Lubański 47'            |
| Polen   | - | Wales   | 3:0 (2:0) | Gadocha 29', Lato 34', Domarski 53' |
| England | - | Polen   | 1:1 (0:0) | Clarke 63' / Domarski 57'           |

Das entscheidende Spiel am 17. Oktober im Wembley-Stadion von London brachte die größte Sensation in den europäischen Qualifikationsspielen zur WM 1974. Zwar war Polen als aktueller Olympiasieger der Olympischen Spiele 1972 in München gestartet, doch galt England als Weltmeister der Fußball-Weltmeisterschaft 1966 als großer Favorit der Gruppe. England musste gewinnen, um sich zu qualifizieren, während Polen ein Unentschieden reichte. In Wembley ging Polen durch Jan Domarski in der 57. Minute in Führung. Zum weiteren Helden des Spiels wurde Torwart Jan Tomaszewski, der die englischen Angreifer verzweifeln ließ. Nur ein Foulelfmeter in der 63. Minute durch Englands Kapitän Allan Clarke konnte ihn bezwingen. Polen qualifizierte sich zum ersten Mal seit 1938 für ein WM-Turnier.

## Polnisches Aufgebot
| Nr.               | Name               | Verein vor WM-Beginn | Geburtstag | Spiele   | Tore     | Gelbe Karte | Rote Karte |
| Torhüter          | Torhüter           | Torhüter             | Torhüter   | Torhüter | Torhüter | Torhüter    | Torhüter   |
| ----------------- | ------------------ | -------------------- | ---------- | -------- | -------- | ----------- | ---------- |
| 1                 | Andrzej Fischer    | Górnik Zabrze        | 15.01.1952 | 0        | 0        | 0           | 0          |
| 2                 | Jan Tomaszewski    | ŁKS Łódź             | 09.01.1948 | 7        | 0        | 0           | 0          |
| 3                 | Zygmunt Kalinowski | Śląsk Wrocław        | 02.05.1949 | 0        | 0        | 0           | 0          |
| Abwehrspieler     |                    |                      |            |          |          |             |            |
| 4                 | Antoni Szymanowski | Wisła Krakau         | 13.01.1951 | 7        | 0        | 0           | 0          |
| 5                 | Zbigniew Gut       | Odra Opole           | 17.04.1949 | 2        | 0        | 0           | 0          |
| 6                 | Jerzy Gorgoń       | Górnik Zabrze        | 18.07.1949 | 7        | 1        | 1           | 0          |
| 8                 | Mirosław Bulzacki  | ŁKS Łódź             | 23.10.1951 | 0        | 0        | 0           | 0          |
| 9                 | Władysław Żmuda    | Gwardia Warschau     | 06.06.1954 | 7        | 0        | 0           | 0          |
| 10                | Adam Musiał        | Wisła Krakau         | 18.12.1948 | 6        | 0        | 1           | 0          |
| Mittelfeldspieler |                    |                      |            |          |          |             |            |
| 7                 | Henryk Wieczorek   | Ruch Chorzów         | 14.12.1949 | 0        | 0        | 0           | 0          |
| 11                | Lesław Ćmikiewicz  | Legia Warschau       | 25.08.1948 | 6        | 0        | 0           | 0          |
| 12                | Kazimierz Deyna    | Legia Warschau       | 23.10.1947 | 7        | 3        | 0           | 0          |
| 13                | Henryk Kasperczak  | FKS Stal Mielec      | 10.07.1946 | 7        | 0        | 2           | 0          |
| 14                | Zygmunt Maszczyk   | Ruch Chorzów         | 03.05.1945 | 7        | 0        | 0           | 0          |
| 15                | Roman Jakóbczak    | Lech Posen           | 26.02.1946 | 0        | 0        | 0           | 0          |
| 21                | Kazimierz Kmiecik  | Wisła Krakau         | 19.09.1951 | 2        | 0        | 0           | 0          |
| Stürmer           |                    |                      |            |          |          |             |            |
| 16                | Grzegorz Lato      | FKS Stal Mielec      | 08.04.1950 | 7        | 7        | 0           | 0          |
| 17                | Andrzej Szarmach   | Górnik Zabrze        | 03.10.1950 | 6        | 5        | 1           | 0          |
| 18                | Robert Gadocha     | Legia Warschau       | 10.01.1946 | 7        | 0        | 0           | 0          |
| 19                | Jan Domarski       | FKS Stal Mielec      | 28.10.1946 | 3        | 0        | 0           | 0          |
| 20                | Zdzisław Kapka     | Wisła Krakau         | 07.12.1954 | 1        | 0        | 0           | 0          |
| 22                | Marek Kusto        | Wisła Krakau         | 29.04.1954 | 0        | 0        | 0           | 0          |
| Trainer           |                    |                      |            |          |          |             |            |
|                   | Kazimierz Górski   |                      | 02.03.1921 |          |          |             |            |

## Polnische Spiele
1974 wurde die Fußball-Weltmeisterschaft zum ersten Mal in zwei Finalrunden und nicht im heute und vorher üblichen K.-o.-System ausgespielt. In der ersten Finalrunde erzielte die polnische Nationalmannschaft in der Gruppe 4 folgende Ergebnisse:
- Polen :  Argentinien 3:2 – Tore: 1:0 Lato (7.), 2:0 Szarmach (8.), 2:1 Heredia (60.), 3:1 Lato (62.), 3:2 Babington (66.)

- Polen :  Haiti 7:0 – Tore: 1:0 Lato (17.), 2:0 Deyna (18.), 3:0 Szarmach (30.), 4:0 Gorgoń (31.), 5:0 Szarmach (34.), 6:0 Szarmach (50.), 7:0 Lato (87.)

- Polen :  Italien 2:1 – Tore: 1:0 Szarmach (38.), 2:0 Deyna (45.), 2:1 Capello (86.)

Polen beendete die erste Runde als Gruppenerster vor Argentinien.
In der zweiten Finalrunde spielte Polen in Gruppe B gegen:
- Polen :  Schweden 1:0 – Tor: 1:0 Lato (43.)

- Polen :  Jugoslawien 2:1 – Tore: 1:0 Deyna (24., Foulelfmeter), 1:1 Karasi (43.), 2:1 Lato (62.)

- Polen :  BRD 0:1 – Tor: 0:1 Müller (76.)

Das entscheidende Spiel um den Einzug ins Finale ging in die Fußballgeschichte als Wasserschlacht von Frankfurt ein. Deutschland benötigte ein Unentschieden, während die polnische Mannschaft gewinnen musste. Bei gleicher Platzsituation wäre ein herkömmliches Bundesligaspiel niemals angepfiffen worden. Die Terminsituation einer Fußball-Weltmeisterschaft ließ dies jedoch nicht zu und so wurde das Spiel zu einem Glücksspiel. Der deutsche Torhüter Sepp Maier wuchs jedoch über sich hinaus und machte vielleicht das beste Länderspiel seiner Karriere. Jan Tomaszewski im polnischen Tor stand ihm in nichts nach. Nach einem Foul von Jerzy Gorgoń an Bernd Hölzenbein hielt er den von Uli Hoeneß geschossenen Elfmeter.
Als Gruppenzweiter gewann die polnische Mannschaft das Spiel um den dritten Platz gegen den Weltmeister von 1970, Brasilien, mit 1:0. Das entscheidende Tor schoss Grzegorz Lato in der 76. Minute.